# Millionaires (band)
Millionaires is een band uit Orange County, Californië. Ze zijn beroemd geworden via MySpace. De band begon met drie meiden, Melissa Marie Green, Allison Green en Dani Artaud die in 2010 de band verliet.

## Biografie
De Millionaires begonnen in 2007, toen de zusjes Melissa Marie en Allison Green een nummer geschreven hadden met hun nieuwe laptop gebruikmakend van het programma GarageBand. Het nummer heet "I Like Money". De dames besloten dat zij een naam nodig hadden voor zichzelf om een MySpace-profiel aan te maken om het nummer daarop te kunnen zetten. Dus kozen Melissa Marie en Allison om de band "Millionaires" te noemen. Kort erna kwam Dani Artaud erbij en maakten ze hun tweede nummer "Hoe Down".
Na een paar maanden besloten ze om optredens te geven in dichtbijgelegen kleine clubs. Ook mochten ze optreden op festivals zoals Bamboozle Left 2008 en Audio Overload 2008. In juli 2008 waren ze klaar om te toeren. Hun eerste tour was met een andere band, Breathe Carolina, ze toerden langs de hele westkust van de Verenigde Staten.
In juli 2008 traden ze op op MTV in een show waarin populaire bands optreden die nog geen platenlabel hebben. In januari en februari 2009 startte hun Just Got Paid, Let's Get Laid-tour, die uitverkocht raakte. Ook schreven ze een kort nummer getiteld "Ooh Uh Huh", dat als thema voor de MTV-realityshow "A Double Shot At Love" werd gebruikt. Hun nummer "Hey Rich Boy" werd ook gebruikt als thema voor MTV's Cribs Teen.

## Discografie

### Albums
| Album met eventuele hitnotering(en) in de Nederlandse Album Top 100 | Datum van verschijnen | Datum van binnenkomst | Hoogste positie | Aantal weken | Opmerkingen |
| ------------------------------------------------------------------- | --------------------- | --------------------- | --------------- | ------------ | ----------- |
| Tonight                                                             | 2013                  |                       |                 |              |             |

### Ep's
- Bling Bling Bling EP(2008)
- Just Got Paid let's Get Laid EP (2009)
- Cash Only EP (2010)
- Your Girl Goes Party (2012)

### Andere releases
| Jaar                                        | Liedje                                                                                   |
| ------------------------------------------- | ---------------------------------------------------------------------------------------- |
| 2007                                        | "Hoe Down"                                                                               |
| 2008                                        |                                                                                          |
| "The One"                                   |                                                                                          |
| "Painted Whore"                             |                                                                                          |
| "Up in My Bubble" (Feat. Ultraviolet Sound) |                                                                                          |
| 2009                                        | "Le Freak"                                                                               |
| 2009                                        | "Take a Shot"                                                                            |
| 2009                                        | "Rated X-Mas"                                                                            |
| 2010                                        | "Bottles Tipped Back" (featuring Millionaires) Single by Rennagades iTunes Single        |
| 2011                                        | "The Weekend"                                                                            |
| 2011                                        | "Beast in Love" (featuring Millionaires) Single by Gods Paparazzi (Free download 3-2-11) |
| 2011                                        | "Catch Me If You Can" (featuring Jeffree Star)                                           |
| 2011                                        | "My Chick Bad" Remix (Ludacris featuring Nicki Minaj Song.)                              |
| 2011                                        | "Summer Nights" (featuring Christian TV)                                                 |
| 2013                                        | "Dat Boi" (Remix) (featuring Trace Cyrus)                                                |

## Videoclips
| Jaar | Liedje                                              | Director         |
| ---- | --------------------------------------------------- | ---------------- |
| 2008 | "Alcohol"                                           | MOTIONarmy       |
| 2009 | "Just Got Paid Let's Get Laid"                      | Robby Starbuck   |
| 2010 | "Stay The Night"                                    | Robby Starbuck   |
| 2010 | "Be My Baby" [Cover by the Ronettes] Studio Session | B-Unique Records |
| 2010 | "Party Like a Millionaire"                          | Robby Starbuck   |
| 2012 | "Drinks On Me"                                      | Robby Starbuck   |